# Korneel Hamers
Korneel Hamers (1978) is een Vlaams acteur. Hij studeerde in 2000 af aan het Herman Teirlinck Instituut in de toneelklas van Dora van der Groen.
Hij is medeoprichter van het theatercollectief SKaGeN, waar hij nog steeds actief is als acteur en theatermaker. Sinds 2016 is hij ook de zakelijke leider van het gezelschap. Naast zijn werk bij SKaGeN regisseerde hij ook enkele producties bij het theatergezelschap De Tijd. In 2013 maakte hij zijn debuut als operaregisseur voor het reizend operacollectief The Ministry of Operatic Affairs met de operaklassieker Don Giovanni. Nadien volgden nog verscheidene operaregies.
Naast zijn carrière in theater en opera speelde hij ook een bijrol in de film Pulsar en een gastrol in de Vlaamse televisieserie Recht op recht.
- Virtual International Authority File: 9535154260805024480001